# Популяры
Популя́ры (лат. populares от populus — народ), популяры-демократы, партия популяров — идейно-политическое течение (партия) в поздней Римской республике конца II—I веков до нашей эры, противостоявшее оптиматам и отражавшее интересы плебса, прежде всего сельского.
Вожди популяров, выступая против нобилитета, сами же принадлежали, за редким исключением, к нобилитету.

## Историографическая традиция
Концепция разделения политических сил в Древнем Риме на оптиматов (Optimates) или партию сената (nobiles) и популяров в классическом виде была сформулирована Теодором Моммзеном и встретила широкую поддержку. В начале XX века, однако, возникло так называемое просопографическое направление (Маттиас Гельцер, Фридрих Мюнцер, Рональд Сайм).
Во второй половине XX века учёные начинают обращать внимание на во многом искусственное разделение римского республиканского политического лагеря на оптиматов и популяров, которое является модернизаторским и не всегда подтверждается источниками. Также подчёркивалось отсутствие у популяров и оптиматов ряда характерных признаков, которые традиционно соотносятся с термином «политическая партия». Тем не менее, поскольку оба термина используются античными авторами (прежде всего, Цицероном), Кристианом Майером была предложена их альтернативная интерпретация как непрочных союзов единомышленников.

## История популяров
Особенно острая борьба между популярами и оптиматами развернулась вокруг аграрного вопроса и вокруг принципов демократизации римского государства. В противовес оптиматам, опиравшимся на Сенат, популяры имели прочную поддержку в народном собрании, что и дало название течению в целом. Наиболее видными популярами были братья Гракхи, Апулей Сатурнин, Гай Сервилий Главция. Широко использовали фразеологию популяров и их приёмы политической борьбы Гай Марий и Юлий Цезарь. Видным деятелем популяров был народный трибун Публий Клодий, происходивший из знатного патрицианского рода, но по усыновлению перешедший в плебс.
Борьба между аристократией и низшими слоями населения проходила в Риме на протяжении всей его истории. Сначала это была борьба между патрициями и плебеями, затем, после расширения границ республики, между полноправным гражданами, к числу которых относили нобилей, всадников и плебс, и неполноправных граждан: вольноотпущенников и союзников. Противостояние оптиматов и популяров — один из этапов этой борьбы, начавшийся с аграрного кризиса середины II в. до н. э. и окончившийся установлением диктатуры Юлия Цезаря.
В противовес оптиматам, популяры стремились ограничить власть аристократии, расширить гражданские свободы низших слоёв населения и распространить римское право на латинян, италиков и других союзников.
В острой политической борьбе оптиматами были убиты виднейшие популяры, народные трибуны Тиберий Гракх и Гай Гракх. Однако тотальная коррупция среди римских магистратов, особенно ярко проявившаяся во время Югуртинской войны, сильно ослабила позиции оптиматов, что позволило в 100 до н. э. прийти к власти популярам во главе с Гаем Марием и Апулеем Сатурнином. Но уже через год из-за несогласованной политики и разногласий Мария с Сатурнином, популяры потеряли своё влияние и уступили власть оптиматам.
Жёсткая политика в отношении италийских союзников привела к Союзнической войне (91-88 гг. до н. э.), результатом которой стало дарование римского гражданства практически всем италийским племенам. На гребне войны к власти пришли популяры, которые провели ряд законов против оптиматов и, в частности, потребовали отстранения от командования восточными армиями лидера оптиматов Луция Корнелия Суллы. В ответ Сулла двинул войска на Рим, взял его и подверг репрессиям популяров. Были также ограничены права народных трибунов и цензоров. После того, как Сулла отправился воевать с Митридатом, у власти вновь оказались популяры во главе с Марием и Цинной. Репрессиям на этот раз подвергались уже оптиматы. В 83 до н. э. Сулла, окончив войну с Митридатом, вернулся с войском в Рим и, разгромив войско популяров, вступил в город. В 82 до н. э. он получил неограниченные диктаторские полномочия и провёл глобальную чистку среди римской знати. Вне закона были объявлены около 4 700 человек. Сенату была полностью передана законодательная власть, ликвидирована должность цензора, определена общая последовательность для занятия должностей, реформировано местное самоуправление. В 79 до н. э. Сулла добровольно отказался от диктатуры.
Дальнейшее противоборство между оптиматами и популярами выросло в противоборство между личностями при стремлении к главенству в государстве. Так, изначально лидеры оптиматов, Гней Помпей и Марк Лициний Красс, для исполнения своих амбиций в 70 до н. э. переметнулись в стан популяров и, будучи консулами, провели ряд антисулланских законопроектов. Но после возвышения Юлия Цезаря Помпей занял сторону сената.
После гражданской войны и установления принципата акценты во внутренней политике Рима сместились, роль гражданских собраний и партий упала.